# Eupithecia scriptaria
Eupithecia scriptaria là một loài bướm đêm trong họ Geometridae.